# 42-га вулиця (фільм)
«42-га вулиця» (англ. 42nd Street) — американський комедійний мюзикл 1933 року. Фільм зняв режисер Ллойд Бекон, танцювальні номери ставив Басбі Берклі. Пісні написав композитор Гаррі Воррен на вірші Ала Дубіна.
За жанром картина належить до бакстейдж-мюзиклів. Фільм мав великий касовий успіх і відзначився двома номінаціями на «Оскар» — за найкращий фільм і за найкращу музику. У 1998 році «42-га вулиця» ввійшла до Національного реєстру фільмів, і тепер його копія зберігається для майбутніх поколінь у Національній бібліотеці Конгресу США.
У 1980 році на Бродвеї поставили однойменний мюзикл, в основу якого був покладений фільм і музичні номери з нього.

## Сюжет
Дія відбувається в 1932 році, під час Великої депресії.
Видатні бродвейські продюсери Джонс і Баррі працюють над постановкою мюзиклу під назвою «Pretty Lady».
Головну роль у ньому грає Дороті Брок, яка зустрічається з фінансовим покровителем (спонсором) спектаклю Абнером Діллоном. Вона тримає Діллона на гачку, водночас не підпускаючи його до себе надто близько, сама ж таємно зустрічається зі своїм давнім партнером по водевілю, а зараз безробітним Петом Деннінгом.
На посаду режисера взяли Джуліана Марша, якого лікар попередив, що той ризикує ще одним нервовим зривом або навіть життям, якщо буде продовжувати займатися своєю професією. Марш же, попри те, що він режисер дуже успішний, залишився фінансово на мілині після біржового краху 1929 року. Щоб піти з професії на заслужений відпочинок, йому потрібно, щоб цей його останній мюзикл мав великий успіх. Поведінка Дороті доставляє йому величезне занепокоєння, тому що є ризик втратити спонсора.
Свої проблеми й в акторів, які прийшли на прослуховування, їх мета — щоб їх взяли в спектакль. Конкуренція дуже жорстока, кругом інтриги. На проби прийшла й абсолютно недосвідчена Пеггі Соєр. На щастя для неї, дві досвідчені дівчини з кордебалету Лоррейн Флемінг і Анн Лоуелл беруть її під своє крило. Лоррейн точно візьмуть, тому що її бойфренд в цьому спектаклі постановник танців.

## У ролях
- Ворнер Бакстер — Джуліан Марш
- Бібі Данієлс — Дороті Брок
- Джордж Брент — Пат Деннінг
- Рубі Кілер — Пеггі Сойєр
- Гай Кіббі — Абнер Діллон
- Уна Меркел — Лоррейн Флемінг
- Джинджер Роджерс — Анн Лоуелл
- Нед Спаркс — Баррі
- Дік Пауелл — Біллі Лоуелл
- Аллен Дженкінс — Мак Елрой, стейдж-менеджер
- Едвард Дж. Ньюджент — Террі, хлопець з кардебалету
- Роберт Маквейд — Джонс
- Джордж Е. Стоун — Енді Лі

## Музичні номери
- «You're Getting To Be A Habit With Me»
- «It Must Be June»
- «Shuffle Off to Buffalo»
- «Young and Healthy»
- «Forty-Second Street»